# 3347 Konstantin
A 3347 Konstantin (ideiglenes jelöléssel 1975 VN1) a Naprendszer kisbolygóövében található aszteroida. Tamara Mihajlovna Szmirnova fedezte fel 1975. november 2-án.